# 希舍維奇
49°40′38″N 23°36′24″E / 49.67722°N 23.60667°E
希舍維奇（烏克蘭語：Хишевичі），是烏克蘭的村落，隸屬利沃夫州利維夫區，面積7.52平方公里，海拔高度284米，2022年人口500，人口密度每平方公里75.93人。